# Occupation britannique de Manille et Cavite
L’occupation britannique de Manille et de Cavite, qui dura de 1762 à 1764, fut un épisode de l’histoire coloniale des Philippines ainsi que de la guerre de Sept Ans qui voit s’opposer, entre autres belligérants, l’Empire britannique et le Royaume d’Espagne, tant en Europe que dans leurs colonies respectives. En 1762, les Anglais dépêchèrent une expédition militaire aux Philippines, qui étaient une colonie espagnole depuis le XVIe siècle, faisant partie des Indes orientales espagnoles. Les Anglais prirent la capitale, Manille, le 6 octobre 1762, ainsi que le port tout proche de Cavite. La présence anglaise fut toutefois confinée aux alentours de Manille et de Cavite en raison de la résistance des colons espagnols menés par Simón de Anda y Salazar et de leurs alliés locaux, qui maintint de fait la souveraineté espagnole sur le reste de la colonie. Le traité de Paris mit un terme à la guerre de Sept Ans en 1763, et les Britanniques se retirèrent de Manille et Cavite l’année suivante.

## Contexte

Carte des Indes orientales espagnoles.

La guerre de Sept Ans fut un conflit majeur entre puissances européennes et leurs colonies qui éclata en 1754. Elle opposa l’Empire britannique, la Prusse et leurs alliés d’un côté, le Royaume de France, l’Autriche, l’Empire russe et leurs alliés de l’autre. Dans ce contexte, l’Espagne entra dans le conflit en janvier 1762 aux côtés de la France à laquelle elle était liée par un pacte de famille négocié en 1761,.
Le 6 janvier 1762, le cabinet du Premier ministre John Stuart décida d’attaquer La Havane dans les Indes occidentales espagnoles, et approuva le plan du colonel William Draper (en) qui souhaitait prendre Manille dans les Indes orientales espagnoles. Draper était à la tête du 79th Regiment of Foot (en) qui était stationné à Madras dans les Indes britanniques. Quelques semaines plus tard, le roi George III approuva formellement le plan de Draper, soulignant que tout avantage militaire prit sur l’Espagne pourrait contribuer à l’expansion du commerce britannique après la guerre. À cette époque, Manille était une ville majeure du commerce en Asie de l’Est, et la Compagnie britannique des Indes orientales désiraient étendre son influence dans la région et dynamiser le commerce avec la Chine en établissant un port commercial dans la ville,,. Les Britanniques escomptaient de plus paralyser le commerce espagnol en prenant Manille.
Dès son arrivée aux Indes, Draper obtint un brevet de général de brigade. La Compagnie britannique des Indes, réunie en comité secret, anticipa l’administration des îles conquises et nomma un gouverneur civil en juillet 1762 en la personne de Dawsonne Drake (en).

## Conquête de Manille

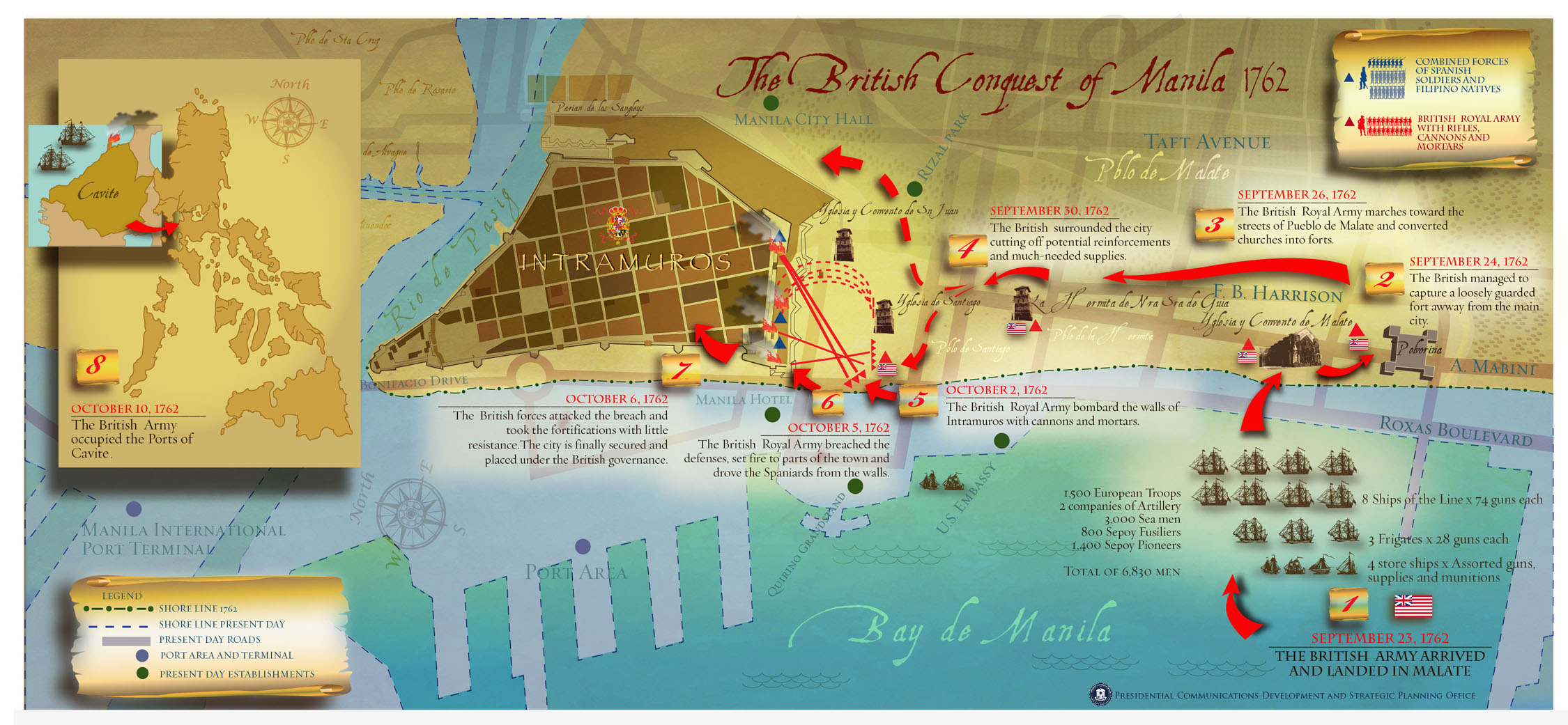
Carte de la bataille de Manille (en anglais).

Le 24 septembre 1762, l’expédition britannique en provenance de Madras arriva en baie de Manille. Elle était composée de sept vaisseaux de ligne, trois frégates et quatre navires de soutien, emportant 6 839 hommes (militaires, marins, et hommes de la Royal Marines) sous le commandement de William Draper (en), alors général de brigade, et du contre-amiral Samuel Cornish (en). La bataille qui s’ensuivit est appelée la bataille de Manille et se termina le 6 octobre par la prise de la ville fortifiée. La victoire fut obtenue grâce à une brèche ouverte dans le rempart de la ville par l’artillerie. Les Britanniques incendièrent alors les quartiers alentour pour forcer les défenseurs à quitter les murailles, et purent ainsi exploiter la brèche le 6 octobre en prenant les fortifications sans grande difficulté. Le port de Cavite, tout proche, fut pris le 11 octobre.
La défaite espagnole à Manille ne fut pas une réelle surprise. En effet, l’attaque survint alors que le gouverneur général des Philippines, Francisco de la Torre, qui devait remplacer Pedro Manuel de Arandia (en) mort en 1759, était retenu par l’attaque britannique à La Havane. C’était donc l’archevêque de Manille, Manuel Rojo del Río y Vieyra, qui dirigeait temporairement la colonie en tant que lieutenant gouverneur. Le fait que la garnison sur place était dirigée par un homme d’Église plutôt qu’un gradé militaire explique en partie les erreurs commises par les Espagnols.
Un jour avant la chute de la partie fortifiée de Manille, Rojo réunit un conseil militaire sur conseil de ses soldats. Plusieurs fois, Rojo émit le souhait de capituler, mais en fut dissuadé. Il y fut finalement forcé le 6 octobre après que les envahisseurs eurent pénétré dans la ville. Durant la bataille, trois officiers espagnols perdirent la vie, ainsi que deux sergents, cinquante soldats et trente miliciens civils (sans compter les blessés). Trois cents Philippins furent tués et quatre cents blessés. Quant aux assaillants, cent quarante-sept soldats furent blessés ou tués, donc seize officiers,. Cinq mille bombes et vingt mille boulets furent tirés sur la ville.
Prise, Manille fut pillée par les soldats britanniques, mais aussi par des locaux chinois et philippins selon Rojo. Ce dernier décrivit ainsi les événements dans son journal : « La cité fut livrée au pillage, qui fut cruel et dura quarante heures, et n’épargna pas les églises, l’archevêché et une partie du palais. Bien que le capitaine général [Simon de Anda y Salazar] s’insurgea au terme de vingt-quatre heures, le pillage continua malgré les ordres du général anglais [Draper] pour y mettre fin. Il tua lui-même un soldat qui enfreignit ses ordres, et en fit pendre trois autres. » Les Britanniques demandèrent aux Espagnols une rançon de quatre millions de dollars que Rojo accepta de payer pour mettre fin aux destructions.
Le 30 octobre, les Britanniques s’emparèrent également d’un galion espagnol (le Santisima Trinidad) après une modeste bataille navale à Cavite. La valeur du galion était estimée à trois millions de dollars et sa cargaison à 1,5 million. Il faut encore ajouter à ces prises de guerre la capture du Filipina, un navire qui transportait de l’argent américain depuis Acapulco.

## Présence britannique

### Administration britannique de Manille et Cavite
Le 2 novembre 1762, Dawsonne Drake fut officiellement nommé gouverneur de Manille. Il était assisté par un conseil composé de quatre membres : John L. Smith, Claud Russel, Henry Brooke et Samuel Johnson. Réalisant la fragilité de sa position, il forma aussi un conseil de guerre, qu’il nomma Chottry Court et qui avait tout pouvoir pour prononcer des peines d’emprisonnement envers les locaux. Cornish et son escadre avaient quitté Manille dès le début de l’année 1763, ne laissant sur place que deux frégates, le HMS Falmouth et le Seaford.
Économiquement, l’administration anglaise de Manille se trouva dans une grande difficulté, car les fonds envoyés par la Compagnie britannique des Indes n’étaient pas suffisants, la rançon promise par Rojo ne fut pas entièrement payée, et seule une petite partie du trésor espagnol avait pu être saisie. Les Anglais durent constamment prélever de l’argent auprès de l’Église catholique, mais aussi taxer les marchands, surtout Chinois. Des difficultés se posaient également pour l’approvisionnement en vivres de Manille. Finalement, Drake échoua à rendre la colonie profitable pour l’Empire britannique.
Un nombre incertain de cipayes désertèrent l’armée britannique pour s’établir à Pasig, Taytay et Cainta.

### Résistance espagnole dans le reste de la colonie et expéditions britanniques

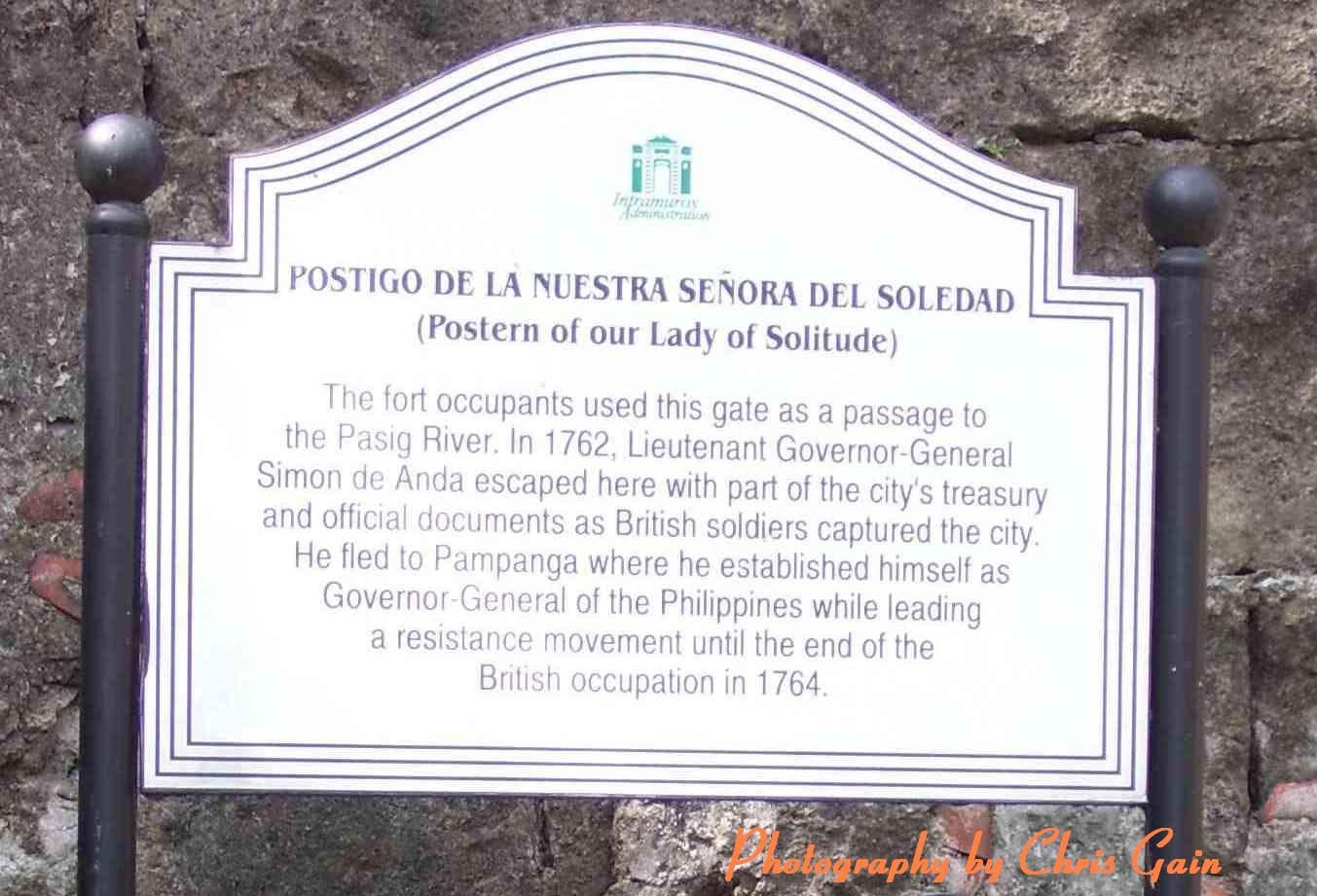
Plaque à Fort Santiago rappelant la fuite de Simón de Anda y Salazar.

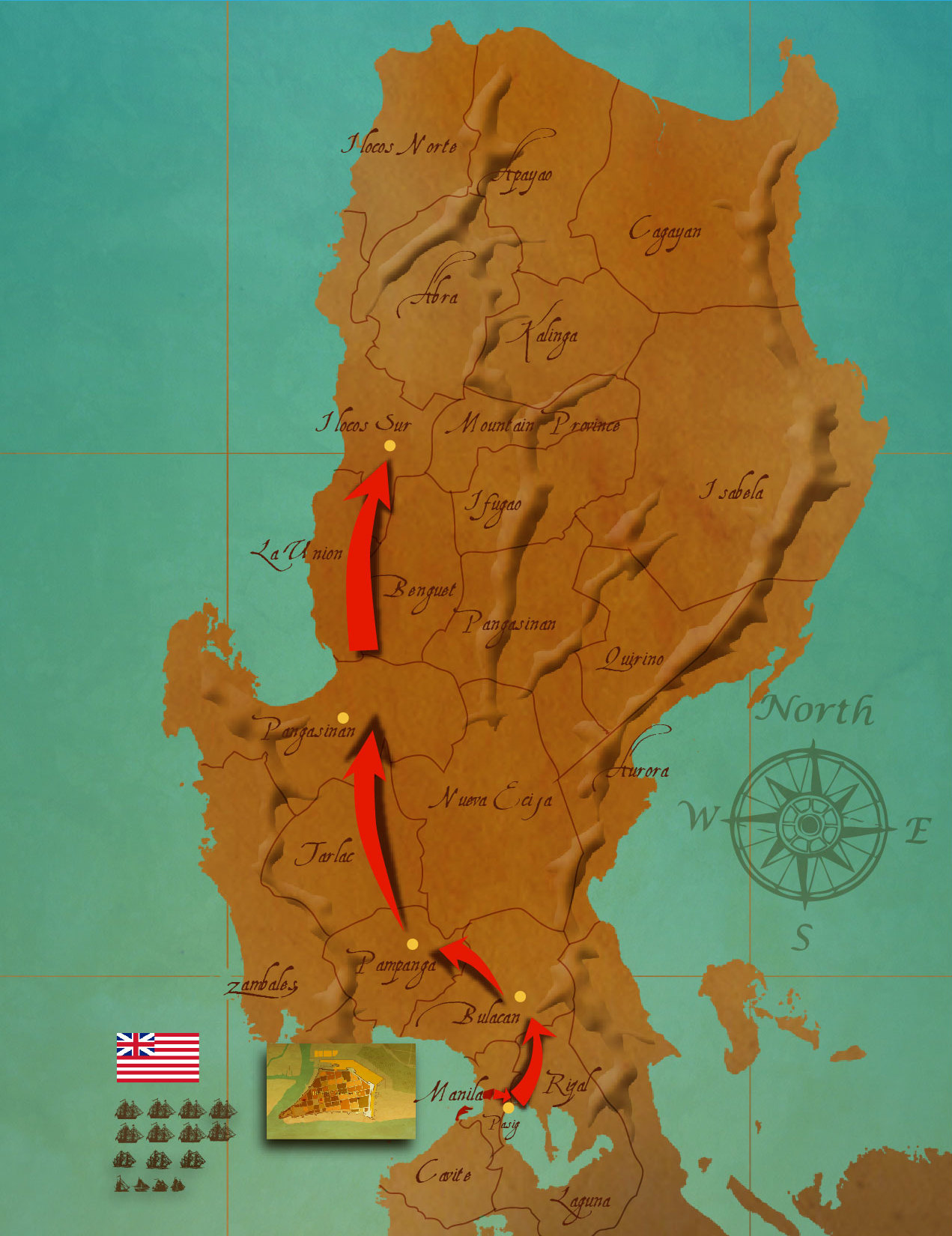
Carte des expéditions anglaises menées contre Anda dans le nord de Luzon.

La Real Audiencia de Manille envoya le juge (oidor) don Simón de Anda y Salazar à Bulacán pour organiser la résistance, le nommant lieutenant gouverneur,. Anda emporta avec lui une bonne partie du trésor espagnol et s’enfuit de Manille par la poterne Notre-Dame de la Solitude, rejoignant Bulacán par bateau via le fleuve Pasig. Il se rendit ensuite rapidement à Bacolor, qui était plus sûr que Bulacán, et obtint le soutien décisif des Augustins.
Le 8 octobre 1762, Anda informa Rojo par écrit qu’il assumait désormais les fonctions de gouverneur général selon les prérogatives du Conseil des Indes qui permettait le transfert du pouvoir à l’Audiencia en cas de rébellion ou d’invasion, ce qui était le cas. Anda, qui était le plus haut gradé de l’Audiencia en liberté, décida donc d’assumer le pouvoir et réclama à Rojo le sceau royal. Rojo refusa cependant de reconnaître Anda comme gouverneur.
L’accord de reddition conclu entre Rojo et les Britanniques garantissait le maintien du clergé en place, ainsi que le respect du catholicisme et de la propriété privée des habitants. Les résidents de la colonie se voyaient aussi reconnaître le droit de voyager et commercer en tant que sujet britannique. L’Audiencia pouvait continuer à administrer les Philippines sous la domination anglaise, moyennant financement de l’Espagne. Anda refusa catégoriquement de reconnaître l’accord conclu par Rojo, soutenant que l’archevêque avait signé sous la contrainte, ce qui invalidait l’accord selon les statuts du Conseil des Indes. Il refusa aussi toute négociation avec les envahisseurs tant qu’il n’était pas reconnu comme gouverneur général par ces derniers. Le roi d’Espagne approuva plus tard les initiatives prises par Anda, et le récompensa ainsi que d’autres membres de l’Audiencia comme José Basco y Vargas (en) qui combattit les Britanniques.
Anda rassembla une armée d’environ dix mille hommes, principalement des volontaires philippins loyaux à l’Espagne, qui parvinrent à maintenir les troupes britanniques retranchées à Manille et Cavite malgré le manque d’armes modernes. Les Britanniques menèrent plusieurs expéditions contre Anda. Le 26 novembre, le capitaine Backhouse repoussa les troupes d’Anda de Pasig, tout proche de Manille, et y établit un poste avancé occupé par des mercenaires asiatiques et des cipayes, afin de contrôler le lac Laguna de Bay au sud-est de la capitale. Le 19 janvier 1763, le capitaine Sleigh mena une expédition contre Bulacan, prenant Malolos le 22 mais échouant à atteindre Pampanga au nord. Il se retira le 7 février. Sleigh put compter sur le soutien de quelque quatre cents Chinois après l’ordre d’Anda de massacrer ces derniers. D’autres expéditions au printemps 1963 atteignirent Batangas au sud de Manille, et Ilocos au nord, mais n’obtinrent jamais de victoire décisive contre Anda.

### Soulèvements contre les colons espagnols
Des Philippins voulurent tirer parti de la présence britannique pour se rebeller contre les colons espagnols. Parmi eux, Diego Silang (en) organisa une révolte suffisamment importante pour inquiéter les Espagnols dans la région d'Ilocos. Sa rébellion parvint aux oreilles des Anglais qui promirent leur soutien militaire. Cependant, cette aide ne se concrétisa jamais, et Silang fut assassiné par ses propres amis après que sa tête eut été mise à prix. La révolte fut ensuite tuée dans l’œuf avec la capture et l’exécution des rebelles restants, dont Gabriela Silang, la femme de Diego. Le sultan Alimuddin I de Sulu, délivré des geôles espagnoles lors de la prise de Manille où il était retenu pour trahison, signa un traité d’alliance avec les Britanniques dans l’espoir de contrer les prétentions des colons sur le sultanat de Sulu.
Plusieurs milliers de Chinois se soulevèrent à Guagua ou collaborèrent avec les Britanniques, souhaitant notamment profiter de l’approche très libérale des Anglais en matière de commerce. Après la guerre, les Chinois se virent imposer de sévères restrictions par les Espagnols,.
Ces soulèvements menacèrent l’autorité de l’Église catholique et des colons sur l’archipel, mais les Philippins restèrent majoritairement loyaux aux Espagnols, et les Augustins purent en ce temps mobiliser les croyants contre l’envahisseur,.

### Retrait britannique
Le traité de Paris mit fin à la guerre le 10 février 1763. Les signataires n’étaient alors pas au courant de la prise de Manille, mais une clause du traité stipulait que toute conquête inconnue au moment de signer devait être rendue, ce qui signifiait que la souveraineté des Philippines revenait aux Espagnols. Les termes du traité ne parvinrent cependant à Manille que le 26 août 1763, et l’ordre de retrait des troupes anglaises prit six mois de plus à parvenir.
Entretemps, Rojo étant mort en janvier 1764, les Britanniques acceptèrent finalement de reconnaître en Anda le gouverneur général des Philippines. Anda, qui avait renforcé le blocus de Manille, consentit alors à un armistice à la condition que les envahisseurs se retirent de Manille avant fin mars 1764. Les Britanniques reçurent de toute façon l’ordre de se retirer début mars, tandis que le gouverneur espagnol légitimement en poste, don Francisco de la Torre, arrivait mi-mars directement à Manille avec des ordres de Londres intimant aux soldats en place de lui livrer la ville. Drake quitta Manille le 29 mars 1764 et son successeur, Alexander Dalrymple, met officiellement fin à la présence anglaise en embarquant la première semaine d’avril avec le reste de ses troupes.

## Bilan
L’échec des Anglais à étendre leurs possessions au-delà de Manille et Cavite ainsi que le manque d’hommes et d’armes rendait la présence britannique intenable, comme le notèrent plusieurs témoins de l’époque. Le capitaine Thomas Backhouse rapporta au secrétariat à la Guerre à Londres que « l’ennemi était en pleine possession du pays ». Francisco Leandro Viana, qui résidait à Manille durant l’occupation, expliqua en 1765 au roi d’Espagne que « la conquête anglaise des Philippines n’était qu’imaginaire, l’Angleterre n’ayant jamais possédé le moindre territoire au-delà de la portée des canons de Manille ». Les historiens modernes attestent que la présence anglaise fut limitée à Manille, Cavite, et quelques villages alentour,,. Légalement, l’archevêque Rojo avait signé la reddition des Philippines aux Anglais le 30 octobre 1762, mais à cette date, Simón de Anda y Salazar avait déjà été nommé gouverneur général par la Real Audiencia de Manille comme le permettait les statuts du Conseil des Indes, nomination qui fut rétrospectivement validée par le roi Charles III. Ce n’était d’ailleurs pas la première fois que l’Audiencia prenait le pouvoir aux Philippines, puisque cela s’était déjà produit en 1646 durant la bataille navale de Manille contre les Hollandais.
Bien que brève et limitée, l’occupation de Manille, combinée avec la prise de La Havane, n’en révéla pas moins la fragilité de l’Espagne et exposa la vulnérabilité de ses colonies. Après la guerre, la crainte d’une nouvelle invasion anglaise demeura et força l’Espagne à une réorganisation économique et militaire de l’archipel. Les décennies qui suivirent virent une augmentation du contingent militaire sur l’archipel, la reconstruction de Manille, et la volonté de revitaliser le commerce et de renforcer de l’influence culturelle espagnole sur la colonie, notamment au moyen d’une immigration venue du Mexique.
Le conflit autour de la rançon promise par Rojo pour mettre fin au pillage de Manille, ainsi que les compensations britanniques pour les exactions commises sur la population de Manille, continua en Europe plusieurs années après la guerre. Toutefois, la capture du Santisima Trinidad et du Filipina représentait un butin de guerre tout à fait satisfaisant pour les Anglais, et donc une perte non négligeable pour l’Espagne,. Le gouverneur général de la Torre clama après la guerre que les Anglais avaient détruit les archives, pillé le palais et l’arsenal de Cavite, ainsi que démantelé la ville de Manille.
Draper et Cornish furent dûment récompensée pour le succès de la prise de Manille, le premier étant recommandé pour l’accès à l’Ordre du Bain et le second devenant baronnet.

## Annexe